# Alexandre Béchard
Alexandre Béchard est un homme politique français, né le 27 janvier 1766 à Lédignan et mort à une date inconnue.

## Mandats
- Député du Gard (1815)

## Sources
- « Alexandre Béchard », dans Adolphe Robert et Gaston Cougny, Dictionnaire des parlementaires français, Edgar Bourloton, 1889-1891 [détail de l’édition]